# Martin Čížek
Martin Čížek (ur. 9 czerwca 1974 w Vítkovie) – piłkarz czeski grający na pozycji środkowego pomocnika. W swojej karierze 18 razy wystąpił w reprezentacji Czech.

## Kariera klubowa
Karierę piłkarską Čížek rozpoczynał w klubie TJ Dolní Lhota. Następnie w 1984 roku został zawodnikiem Baníka Ostrawa. W 1991 roku zadebiutował w jego barwach w pierwszej lidze czechosłowackiej. Od 1993 roku był podstawowym zawodnikiem zespołu, w którym grał do lata 1996. Następnie przeszedł do Sparty Praga. W 1997 i 1998 roku wywalczył ze Spartą mistrzostwo Czech, a w sezonie 1998/1999 także przyczynił się do wywalczenia tytułu mistrzowskiego.
Na początku 1999 roku Čížek przeszedł z Baníka do niemieckiego TSV 1860 Monachium. W Bundeslidze zadebiutował 20 lutego 1999 w wygranym 4:1 domowym spotkaniu z Eintrachtem Frankfurt, w którym zaliczył 2 asysty. W TSV 1860 grał do lata 2000.
Kolejnym klubem w karierze Čížka był SpVgg Unterhaching. Zadebiutował w nim 27 stycznia 2000 w przegranym 0:2 wyjazdowym meczu z SC Freiburg. W 2001 roku spadł z Unterhaching do drugiej ligi.
W 2002 roku Čížek wrócił do Czech, do Baníka. W 2004 roku wywalczył z nim mistrzostwo Czech, a w 2005 roku zdobył Puchar Czech. W 2006 roku zakończył karierę.
| Sezon   | Klub               | Kraj           | Rozgrywki      | Mecze | Bramki |
| ------- | ------------------ | -------------- | -------------- | ----- | ------ |
| 1991/92 | Baník Ostrawa      | Czechosłowacja | I liga         | 3     | 0      |
| 1992/93 | Baník Ostrawa      | Czechosłowacja | I liga         | 8     | 0      |
| 1993/94 | Baník Ostrawa      | Czechy         | Gambrinus Liga | 26    | 2      |
| 1994/95 | Baník Ostrawa      | Czechy         | Gambrinus Liga | 26    | 4      |
| 1995/96 | Baník Ostrawa      | Czechy         | Gambrinus Liga | 27    | 9      |
| 1996/97 | Baník Ostrawa      | Czechy         | Gambrinus Liga | 14    | 3      |
| 1996/97 | Sparta Praga       | Czechy         | Gambrinus Liga | 14    | 7      |
| 1997/98 | Sparta Praga       | Czechy         | Gambrinus Liga | 26    | 5      |
| 1998/99 | Sparta Praga       | Czechy         | Gambrinus Liga | 13    | 0      |
| 1998/99 | TSV 1860 Monachium | Niemcy         | Bundesliga     | 14    | 0      |
| 1999/00 | TSV 1860 Monachium | Niemcy         | Bundesliga     | 19    | 0      |
| 2000/01 | SpVgg Unterhaching | Niemcy         | Bundesliga     | 14    | 0      |
| 2001/02 | SpVgg Unterhaching | Niemcy         | 2. Bundesliga  | 11    | 3      |
| 2002/03 | Baník Ostrawa      | Czechy         | Gambrinus Liga | 25    | 2      |
| 2003/04 | Baník Ostrawa      | Czechy         | Gambrinus Liga | 30    | 1      |
| 2004/05 | Baník Ostrawa      | Czechy         | Gambrinus Liga | 23    | 1      |
| 2005/06 | Baník Ostrawa      | Czechy         | Gambrinus Liga | 16    | 1      |

## Kariera reprezentacyjna
W reprezentacji Czech Čížek zadebiutował 11 grudnia 1996 roku w wygranym 2:1 spotkaniu Pucharu Hassana 1996 z Nigerią. W swojej karierze grał m.in. w eliminacjach do MŚ 1998 oraz Euro 2000. W kadrze Czech od 1996 do 2000 roku wystąpił 18 razy.
| Mecze i gole w reprezentacji | Mecze i gole w reprezentacji | Mecze i gole w reprezentacji | Mecze i gole w reprezentacji | Mecze i gole w reprezentacji | Mecze i gole w reprezentacji | Mecze i gole w reprezentacji |
| #                            | Data                         | Stadion                      | Rywal                        | Wynik                        | Gol                          | Rozgrywki                    |
| 1996                         | 1996                         | 1996                         | 1996                         | 1996                         | 1996                         | 1996                         |
| ---------------------------- | ---------------------------- | ---------------------------- | ---------------------------- | ---------------------------- | ---------------------------- | ---------------------------- |
| 1.                           | 11.12.1996                   | Casablanca, Maroko           | Nigeria                      | 2:1                          | 0                            | Puchar Hassana 1996          |
| 2.                           | 12.12.1996                   | Casablanca, Maroko           | Chorwacja                    | 1:1 k. 1:4                   | 0                            | Puchar Hassana 1996          |
| 1997                         |                              |                              |                              |                              |                              |                              |
| 3.                           | 26.02.1997                   | Podiebrady, Czechy           | Białoruś                     | 4:1                          | 0                            | towarzyski                   |
| 4.                           | 12.03.1997                   | Ostrawa, Czechy              | Polska                       | 2:1                          | 0                            | towarzyski                   |
| 5.                           | 12.03.1997                   | Praga, Czechy                | Jugosławia                   | 1:2                          | 0                            | el. MŚ 1998                  |
| 6.                           | 08.06.1997                   | Valladolid, Hiszpania        | Hiszpania                    | 0:1                          | 0                            | el. MŚ 1998                  |
| 7.                           | 20.08.1997                   | Cieplice, Czechy             | Wyspy Owcze                  | 2:0                          | 0                            | el. MŚ 1998                  |
| 8.                           | 11.10.1997                   | Praga, Czechy                | Słowacja                     | 3:0                          | 0                            | el. MŚ 1998                  |
| 1998                         |                              |                              |                              |                              |                              |                              |
| 9.                           | 25.03.1998                   | Ołomuniec, Czechy            | Irlandia                     | 2:1                          | 0                            | towarzyski                   |
| 10.                          | 21.05.1998                   | Kobe, Japonia                | Paragwaj                     | 1:0                          | 0                            | Kirin Cup                    |
| 11.                          | 24.05.1998                   | Jokohama, Japonia            | Japonia                      | 0:0                          | 0                            | Kirin Cup                    |
| 12.                          | 27.05.1998                   | Seul, Korea Południowa       | Korea Południowa             | 2:2                          | 0                            | towarzyski                   |
| 13.                          | 19.08.1998                   | Praga, Czechy                | Dania                        | 3:0                          | 0                            | towarzyski                   |
| 14.                          | 06.09.1998                   | Toftir, Wyspy Owcze          | Wyspy Owcze                  | 1:0                          | 0                            | el. ME 2000                  |
| 15.                          | 14.10.1998                   | Cieplice, Czechy             | Estonia                      | 4:1                          | 0                            | el. ME 2000                  |
| 1999                         |                              |                              |                              |                              |                              |                              |
| 16.                          | 28.04.1999                   | Warszawa, Polska             | Polska                       | 1:2                          | 0                            | towarzyski                   |
| 17.                          | 13.11.1999                   | Eindhoven, Holandia          | Holandia                     | 1:1                          | 0                            | towarzyski                   |
| 2000                         |                              |                              |                              |                              |                              |                              |
| 18.                          | 29.03.2000                   | Cieplice, Czechy             | Australia                    | 3:1                          | 0                            | towarzyski                   |